# Instituto Nacional de Estadística de la República Democrática del Congo
El Instituto Nacional de Estadística (en francés: Institut National de la Statistique, sigla INS) es la autoridad responsable de las tareas estadísticas en la República Democrática del Congo. La sede se encuentra en Kinsasa y el instituto está subordinado al Ministerio de Planificación. 

## Historia
Fue creado como empresa pública sobre la base del Reglamento nº 78/397 de 3 de octubre de 1978. Con anterioridad, las tareas estadísticas estatales habían sido realizadas desde la independencia del país en 1960 por otros organismos, como la llamada Office National de Développement et de recherche (ONRD) y el Institut de recherche scientifique (IRS). Cuando se fundó en 1978, esta institución estaba subordinada al Ministère du Plan (Ministerio de Planificación) y al Ministère du Portefeuille (Ministerio de Empresas Públicas y Economía). El Primer Ministro congoleño, mediante Decreto nº 09/45, de 3 de diciembre de 2009, determinó la transformación del Instituto en un organismo de administración pública. 

## Etapa colonial
Los antecedentes del INS se remontan a un decreto del Príncipe Regente de 11 de julio de 1947, que introdujo un sistema estadístico en lo que entonces era una colonia belga. Este fue completado por el decreto del 11 de marzo de 1948. Las oficinas provinciales de estadística así creadas iniciaron sus actividades en 1958. 

## Estructura y actividades
El Conseil scientifique (consejo científico) es el órgano técnico de supervisión de la autoridad estadística. La gestión de la autoridad está en manos de un Directeur Général (director general). Además de la Dirección general, máximo órgano de dirección, existen las Direcciones técnicas en funciones centrales y descentralizadas. Se trata de un área encargada de las cuestiones metodológicas y de procedimiento, situada en el distrito de Limete de Kinsasa. Sirve para la deseada armonización de la recopilación de datos en todo el país.  También hay oficinas regionales en las provincias. Tienen una fuerte independencia organizativa, recopilan datos locales sobre variables sociales y económicas y están conectados en red con las autoridades regionales.  La agencia realiza censos y encuestas temáticas en la República Democrática del Congo.

## Directores generales
- Serge Bokuma Onsiti (representante: Judith Kisimba Musum)
- Félix Mpaka (representante: Judith Kisimba) – actualmente 2023

## Publicaciones
- RDC: Annuaire Statistique (“Anuario estadístico”), publicación irregular, desde 1960 la novena edición en 2020
- Informe Global de la Revista General de Empresas RGE